# Sela pri Otovcu
Sela pri Otovcu este o localitate din comuna Črnomelj, Slovenia, cu o populație de 44 de locuitori.